# Snowboarden op de Olympische Winterspelen 2014
Snowboarden is een van de sportdisciplines die binnen de olympische sport skiën werden beoefend tijdens de Olympische Winterspelen 2014 in Sotsji. De wedstrijden vonden plaats in het Rosa Choetor Extreme Park in Krasnaja Poljana. Ten opzichte van de vorige editie werd het programma uitgebreid met de onderdelen parallelslalom en slopestyle, beide voor mannen en vrouwen.

## Wedstrijdschema
| Datum       | Lokale tijd       | MET               | Mannen                    | Vrouwen                   |
| ----------- | ----------------- | ----------------- | ------------------------- | ------------------------- |
| 06 februari | 10:00             | 07:00             | Slopestyle (kwalificatie) | Slopestyle (kwalificatie) |
| 07 februari | 20:00             | 17:00             | Openingsceremonie         | Openingsceremonie         |
| 08 februari | 09:30 12:45       | 06:30 09:45       | Slopestyle                |                           |
| 09 februari | 10:30 13:15       | 07:30 10:15       |                           | Slopestyle                |
| 11 februari | 14:00 19:00 21:30 | 11:00 16:00 19:30 | Halfpipe                  |                           |
| 12 februari | 14:00 19:00 21:30 | 11:00 16:00 19:30 |                           | Halfpipe                  |
| 16 februari | 11:00 13:15       | 08:00 10:15       |                           | Snowboardcross            |
| 17 februari | 11:00 13:30       | 08:00 10:30       | Snowboardcross            |                           |
| 19 februari | 09:00 13:00       | 06:00 10:00       | Parallelreuzenslalom      | Parallelreuzenslalom      |
| 22 februari | 09:00 13:15       | 06:00 10:15       | Parallelslalom            | Parallelslalom            |
| 23 februari | 20:00             | 17:00             | Sluitingsceremonie        | Sluitingsceremonie        |

## Medailles

### Mannen
| Onderdeel            | Goud | Goud                | Zilver | Zilver           | Brons | Brons         |
| -------------------- | ---- | ------------------- | ------ | ---------------- | ----- | ------------- |
| Halfpipe             | SUI  | Iouri Podladtchikov | JPN    | Ayumu Hirano     | JPN   | Taku Hiraoka  |
| Parallelreuzenslalom | RUS  | Vic Wild            | SUI    | Nevin Galmarini  | SLO   | Žan Košir     |
| Parallelslalom       | RUS  | Vic Wild            | SLO    | Žan Košir        | AUT   | Benjamin Karl |
| Slopestyle           | USA  | Sage Kotsenburg     | NOR    | Ståle Sandbech   | CAN   | Mark McMorris |
| Snowboardcross       | FRA  | Pierre Vaultier     | RUS    | Nikolaj Oljoenin | USA   | Alex Deibold  |

### Vrouwen
| Onderdeel            | Goud | Goud               | Zilver | Zilver            | Brons | Brons           |
| -------------------- | ---- | ------------------ | ------ | ----------------- | ----- | --------------- |
| Halfpipe             | USA  | Kaitlyn Farrington | AUS    | Torah Bright      | USA   | Kelly Clark     |
| Parallelreuzenslalom | SUI  | Patrizia Kummer    | JPN    | Tomoka Takeuchi   | RUS   | Alena Zavarzina |
| Parallelslalom       | AUT  | Julia Dujmovits    | GER    | Anke Karstens     | GER   | Amelie Kober    |
| Slopestyle           | USA  | Jamie Anderson     | FIN    | Enni Rukajärvi    | GBR   | Jenny Jones     |
| Snowboardcross       | CZE  | Eva Samková        | CAN    | Dominique Maltais | FRA   | Chloé Trespeuch |

### Medaillespiegel
| Plaats | Land             | NOC    | Goud | Zilver | Brons | Totaal |
| ------ | ---------------- | ------ | ---- | ------ | ----- | ------ |
| 1      | Verenigde Staten | USA    | 3    | 0      | 2     | 5      |
| 2      | Zwitserland      | SUI    | 2    | 1      | 0     | 3      |
| 3      | Rusland          | RUS    | 2    | 1      | 1     | 4      |
| 4      | Frankrijk        | FRA    | 1    | 0      | 1     | 2      |
| 4      | Oostenrijk       | AUT    | 1    | 0      | 1     | 2      |
| 5      | Tsjechië         | CZE    | 1    | 0      | 0     | 1      |
| 6      | Japan            | JPN    | 0    | 2      | 1     | 3      |
| 7      | Canada           | CAN    | 0    | 1      | 1     | 2      |
| 7      | Duitsland        | GER    | 0    | 1      | 1     | 2      |
| 7      | Slovenië         | SLO    | 0    | 1      | 1     | 2      |
| 10     | Australië        | AUS    | 0    | 1      | 0     | 1      |
| 10     | Finland          | FIN    | 0    | 1      | 0     | 1      |
| 10     | Noorwegen        | NOR    | 0    | 1      | 0     | 1      |
| 13     | Groot-Brittannië | GBR    | 0    | 0      | 1     | 1      |
| Totaal | Totaal           | Totaal | 10   | 10     | 10    | 30     |